# 블링크 (브라우저 엔진)
블링크(영어: Blink)는 웹 브라우저를 만드는 데 기반을 제공하는 오픈 소스 응용 프로그램 프레임워크이다. 웹키트의 웹코어 컴포넌트의 포크로 2013년 4월 처음 발표되었고, 구글 크롬 버전 28+, 오페라 브라우저 15+, 비발디 브라우저, 웨일 브라우저 안드로이드 4.4+의 웹뷰 및 Qt 웹엔진, 삼성 인터넷 등에서 사용중이다.

## 블링크의 사명
Blink's Mission: To improve the open web through technical innovation and good citizenship
오픈 웹을 향상시키기 위한 기술 혁신과 훌륭한 시민권

한편 블링크는  크로미움을 위한 렌더링 엔진임을 크로미움 오픈소스 프로젝트 공동체 내부에서 선언하고 있다.
그러나 한편 이러한 블링크를 포함하는 크로미움 오픈소스 프로젝트의 광범위한 사용 확산에 대해서 파이어폭스의 모질라재단 크리스 비어드(Chris Beard) CEO는 우리의 온라인 생활의 기반 구조를 거의 완벽하게 통제할 수 있을 정도로 어느 하나의 기술에 집중되는 것이 웹 브라우저의 선택가능성이라는 사용자의 자유와 함께 다루어져야할 필요성이 있지 않는가라는 맥락에서 이를 완곡하게 언급한 바 있다.

## 같이 보기
- 웹킷
- 크롬 V8